# Jugoslovanska hokejska liga 1976/77
Sezona 1976/77 jugoslovanske hokejske lige je bila štiriintrideseta sezona jugoslovanskega prvenstva v hokeju na ledu. Naslov jugoslovanskega prvaka so sedemnajstič osvojili hokejisti slovenskega kluba HK Jesenice. 

## Končni vrstni red
1. HK Jesenice
2. HK Olimpija Ljubljana
3. KHL Medveščak
4. HK Kranjska Gora
5. HK Partizan Beograd
6. HK Slavija Vevče
7. HK Tivoli
8. HK Celje
9. HK Crvena Zvezda
10. HK Spartak Subotica
11. HK Vardar Skopje
12. HK Triglav Kranj
13. KHL Mladost Zagreb
14. HK Vojvodina Novi Sad